# Аннинский, Сергей Александрович
Аннинский Сергей Александрович (13 [25] октября 1891, Сызрань, Симбирская губерния, Российская империя — февраль 1942/1943, Ленинград, СССР) — советский историк-архивист, палеограф-латинист, кандидат исторических наук.

## Биография
Родился в семье школьного преподавателя латинского и русского языка. В 1895 году из Сызрани семья переезжает в Кишинёв, где в 1909 году и закончил I-ю гимназию. В том же году поступил на отделение русского и древних языков в Петербургском историко-филологическом институте, завершил обучение в 1913 году. В дальнейшем местом проживания был один и тот же город, менявший своё название на Санкт-Петербург, Петроград и Ленинград. На протяжении 1913—1920 годов работал преподавателем в разных гимназиях. В период 1918—1929 года проработал в Центральном архиве на разных должностях от помощника архивиста до инспектора. С 1922 по 1924 годы также занимался преподаванием западноевропейской истории в Военно-политической школе им. Ф. Энгельса.
В 1930 году получил должность учёного хранителя в Рукописном отделении Библиотеки Академии наук, а потом в 1931—1932 годах в том же качестве работал в Музее письма, документа и книги АН СССР. В 1935 году утверждён в учёную степень кандидата истории. В 1940 году стал старшим научным сотрудником в секторе вспомогательных исторических дисциплин при Ленинградском отделении Института истории АН СССР. В связи с блокадой Ленинграда во время Великой Отечественной войны должен был быть эвакуирован вместе с остальными учёными в Ташкент, но умер от истощения в феврале 1942 (или 1943) года, находясь в поезде.

## Научные интересы и переводы
Основным научным интересом было изучение и перевод латинских источников со сведениями о Руси и России. Занимался переводом, комментариями и подготовкой актов Кремоны X—XIII веков, венгерских известий Юлиана Венгра, Рикарда и Иоганки, «Хроники Ливонии» Генриха Латвийского, «Трактата о двух Сарматиях» Матвея Меховского и других изданных источников.
Им были переведены (с лат. яз.) первые 8 книг труда шведского историка Юхана Видекинда «История десятилетней шведско-московитской войны» (изданы в 2000 году) и некоторая часть грамот из актов Кремоны XIII—XVI веков (изданы в 1961 году), которые были опубликованы позднее. Также были подготовлены, но не изданы хроника Титмара Мерзебургского, записки Антонио Поссевино, «Вислицкий статут», история готов Иордана и другие.

## Научные работы

### Статьи
- Аннинский С. А. Диплом Оттона I (969 г.) в коллекции АН СССР // Вспомогательные исторические дисциплины. Сборник статей. — М.; Л.: Академия наук СССР, 1937. — С. 141—160.
- Аннинский С. А. Императорский диплом IX в. в собрании АН СССР // Вспомогательные исторические дисциплины. Сборник статей. — М.; Л.: Академия наук СССР, 1937. — С. 161—169.
- Аннинский С. А. К биографии В. Г. Короленко (из заметок архивиста) // Красный архив. — Пг., 1922. — Кн. 1. — С. 418—419.
- Аннинский С. А. Л. Н. Толстой и цензура // Красный архив. — Пг., 1922. — Кн. 1. — С. 412—416.
- Аннинский С. А. Первая конференция архивных деятелей. 25—28 мая 1920 г. // Дела и дни. — Пг., 1920. — Т. I. — С. 372—384.
- Аннинский С. А. Пребывание в Ливорно царского посольства в 1655 г. (Впечатления иностранца) // Сборник статей, посвященный А. С. Орлову. — Л.: Академия наук СССР, 1934. — С. 201—211.
- Аннинский С. А. Теория Ломоносова о строении планет // Ломоносов. Сборник статей и материалов. — М.; Л.: Академия наук СССР, 1940. — С. 75—116.

### Публикации переводов
- Акты Кремоны X—XIII вв. в собрании Академии наук СССР / Подг. изд. С. А. Аннинского. — М.; Л.: Академия наук СССР, 1937. — 382 с.
- Аннинский С. А. Известия венгерских миссионеров XIII—XIV о татарах и Восточной Европе // Исторический архив. — М.; Л.: Академия наук СССР, 1940. — Т. III. — С. 71—112.
- Аннинский С. А. Лабораторный журнал М. В. Ломоносова // Ломоносов. Сборник статей и материалов. — М.; Л.: Академия наук СССР, 1940. — С. 9—65.
- Аннинский С. А. Франческо Тьеполо. Рассуждения о Московии // Исторический архив. — М.; Л.: Академия наук СССР, 1940. — Т. III. — С. 305—388.
- Архитектура античного мира / Сост. В. П. Зубов, Ф. А. Петровский / Переводы из Вегеция, Плиния, Сервия, Юлиана и др. С. А. Аннинского. М.: Академия архитектуры СССР, 1940. — 520 с.
- Генрих Латвийский. Хроника Ливонии / Введ., изд. подлинника, перевод, коммент. С. А. Аннинского. — М.; Л.: Академия наук СССР, 1938. — 608 с.
- Матвей Меховский. Трактат о двух Сарматиях / Введ., изд. подлинника, перевод, коммент. С. А. Аннинского. — М.; Л.: Академия наук СССР, 1936. — 288 с.

### Переводы некоторых текстов
- Акты Кремоны XIII—XVI веков в собрании Академии наук СССР / Под ред. В. И. Рутенбурга и Е. Ч. Скржинской. — М.: Академия наук СССР, 1961. — 271 с.
- Видекинд Ю. История десятилетней шведско-московитской войны XVII века / Под ред. В. Л. Янина; Пер. С. А. Аннинского, А. М. Александрова и А. Ф. Костиной. — М.: Памятники исторической мысли, 2000. — 658 с. ISBN 5-88451-094-2